# Magtskifte i straffelejren - opgøret i Sønderjuylland
|  | Denne artikel er oprettet af botten Steenthbot ud fra en ekstern database. Den kan derfor have sproglige fejl eller mangler. Denne skabelon kan fjernes efter kontrol af indholdet. |

Magtskifte i straffelejren - opgøret i Sønderjuylland er en dansk dokumentarfilm fra 2018 instrueret af Jacob Andersen.

## Handling
Mere end 70 år efter afslutningen på 2 verdenskrig fortæller en række vidner fra det tyske mindretal om et sjældent beskrevet kapitel i den danske befrielseshistorie. Omkring 3500 mænd fra det tyske mindretal blev efter befrielsen afhentet og indsat i Frøslevlejren, fordi de havde sympatiseret og samarbejdet med den tyske besættelsesmagt. Dette er deres historie om hvordan retsopgøret i Sønderjylland påvirkede familiers liv og fik konsekvenser for eftertiden. Filmen indeholder en lang række optagelser fra besættelsestiden lavet af mindretallet selv som aldrig tidligere er blevet vist på TV.

## Medvirkende
- Lisa Kock
- Peter Krag
- Christian Kier
- Hans Oluf Meyer
- Phillipp Iwersen
- Uwe Hänel
- Wilfred Sass
- Henrik Skov Kristensen